# Sepukur
Sepukur is een bestuurslaag in het regentschap Sumbawa van de provincie West-Nusa Tenggara, Indonesië. Sepukur telt 1349 inwoners (volkstelling 2010).